# 臺灣盲異蝽
臺灣盲異蝽（学名：Urolabida taiwanensis）为異尾蝽科盲異蝽屬下的一个种。